# プラフッラチャンドラ・ナトワーラル・バグワティ

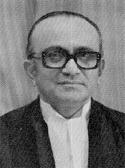
プラフッラチャンドラ・ナトワーラル・バグワティ

プラフッラチャンドラ・ナトワーラル・バグワティ（Prafullachandra Natwarlal Bhagwati, 1921年12月21日 - 2017年6月15日）は、インドの裁判官。1985年7月12日から1986年12月20日までインド最高裁判所の首席判事を務めた。

## 来歴
1960年7月にグジャラート高等裁判所の判事となった。1967年9月、グジャラート高等裁判所の首席判事に任命された。1967年と1973年にはグジャラート州の知事代理も務めている。
1973年7月、インド最高裁判所の判事に任命され、1986年12月に同首席判事に就任した。
インドの司法システムに公益訴訟を導入した。
2017年6月15日に死去。

## 家族
経済学者ジャグディシュ・バグワティは弟。